# A Brit Indiai-óceáni Terület történelme

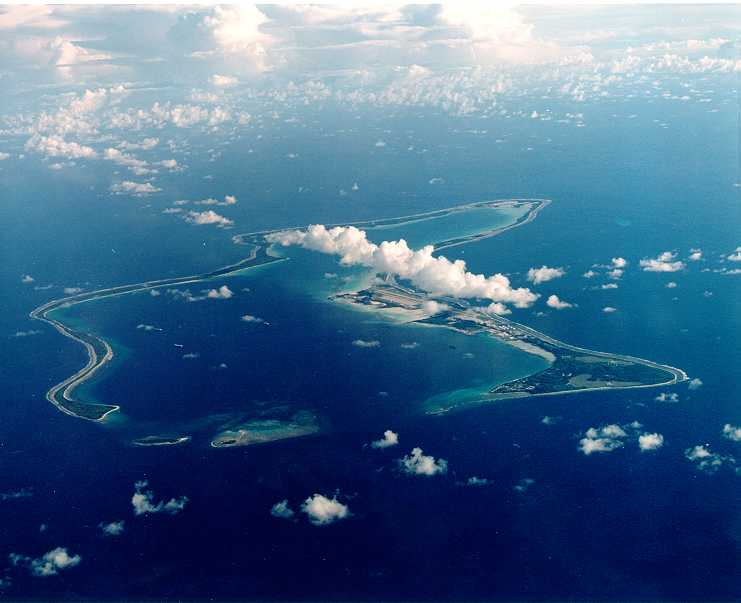
Légifelvétel a Diego Garcia-i katonai bázisról.

A szigeteket a 16. században a portugál hajós, Vasco da Gama fedezte fel. A 18. században Mauritius részeként Franciaország birtokolta a területet. 1810-ben azonban elfoglalta az Egyesült Királyság, és a párizsi békében a franciák hivatalosan is lemondtak róla. A 19. század végén mezőgazdasági munkások érkeztek a szigetekre, akik kopra termesztésével foglalkoztak. 
1965-ben az Egyesült Királyság a szomszédos Mauritius és Seychelle-szigetektől elszakított néhány szigetet, és a már meglévő szigetekkel együtt kialakította a Brit Indiai-óceáni Területet november 8-án. 
A szigeteken egy kétoldalú szerződés keretében az Amerikai Egyesült Államok állomásoztat katonai erőt, valamint tart fenn katonai támaszpontot Diego Garcián. 1976. június 23-án a kormányzat visszaadott három szigetet a frissen függetlenné vált Seychelles-szigeteknek. 
Az 1980-as években a mauritiusi kormány bejelentette igényét a szigetekre, amit a brit kormány nem ismer el. 
A Diego Garcián működő brit-amerikai bázis jelentős szerepet játszott a 2001-es Afganisztán, illetve 2003-as Irak elleni hadműveletekben. 

## Fordítás
Ez a szócikk részben vagy egészben  a   British_Indian_Ocean_Territory című angol Wikipédia-szócikk fordításán alapul.  Az eredeti cikk szerkesztőit annak laptörténete sorolja fel. Ez a jelzés csupán a megfogalmazás eredetét és a szerzői jogokat jelzi, nem szolgál a cikkben szereplő információk forrásmegjelöléseként.